# Pedro Martín Benitas
Pedro Martín Benitas (Alba de Tormes, Salamanca, 21 de mayo de 1837-Salamanca, 20 de octubre de 1904) fue un político español. Representante de la provincia de Salamanca en el Pacto Federal Castellano en 1869. Elegido diputado por Salamanca en las elecciones de 10 de mayo de 1873. En el pleno de 16 de agosto de ese mismo año, el Congreso tramitó un suplicatorio del juzgado de Salamanca por considerarlo presunto autor de un delito de rebelión, junto con otros diputados, al haber encabezado el cantón de Salamanca.